# Mire Gola

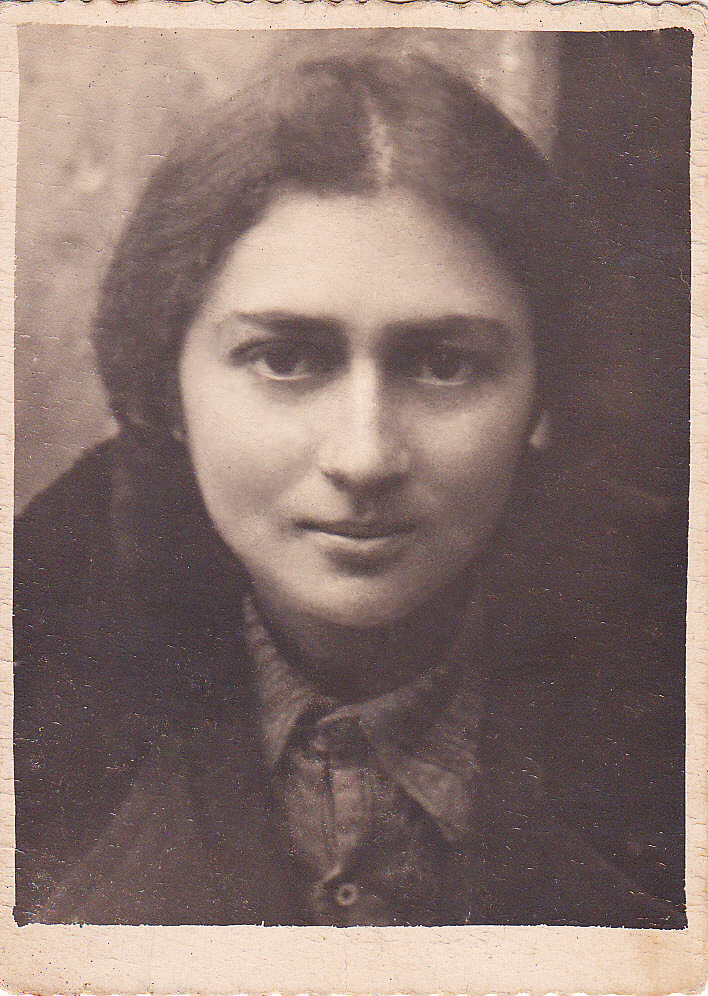
Mire Gola in den 1930er Jahren

Mire Gola (auch: Mira Gole oder Mariem Golde Hausman; geb. am 11. Januar 1911 in Rzeszow, Polen; gest. am 19. April 1943 im Gefängnis Montelupich bei Krakau) war ein Mitglied des Jüdischen Widerstands während der Deutschen Besetzung Polens. Sie engagierte sich in zionistischen Jugendorganisationen und in der Kommunistischen Partei Polens, organisierte Streiks und Sabotage und beteiligte sich an bewaffneten Aktionen gegen die Besatzer. Bei einem Gefängnisausbruch wurde sie erschossen.

## Kindheit und Jugend
Mire wurde 1911 in eine chassidische Händlerfamilie in einem humanistisch geprägten Elternhaus in der Stadt Rzeszow im Südosten Polens geboren. Sie besuchte eine polnische Schule, wo sie durch ihr Rede- und Schreibtalent als Vorzeigeschülerin galt. Sie schloss das Gymnasium mit Auszeichnung ab.
Bereits als junges Mädchen engagierte sie sich in der links-zionistischen Jugendgruppe Hashomer Hatzair („Die jungen Wächter“), deren Ziel es war, eine sozialistische Gesellschaft in Palästina aufzubauen. Offenbar gründete sie in diesem Zusammenhang auch eine Frauengruppe mit Namen Young Shulamith. Mit siebzehn Jahren wurde sie in die Regionalleitung ihrer Organisation in Lwiw (heute Ukraine) gewählt. Ihre politische Arbeit nahm sie so ernst, dass sie sich standhaft weigerte, mit ihren Eltern auszuwandern, als diese 1932 Polen verließen und nach Belgien zogen.

## Aktivismus und Widerstandstätigkeit

### Erste Inhaftierung
Wegen ihrer Sympathien für den Kommunismus wurde Gola 1932 aus dem Hashomer Hatzair ausgeschlossen, da die Organisation eine kritische Haltung gegenüber der Sowjetunion einnahm. 1936 trat sie der illegalen Kommunistischen Partei Polens bei. Unter anderem unterstützte sie die Organisation eines Streiks in einer Fabrik, wo sie arbeitete. Zusammen mit anderen Streikenden wurde sie verhaftet und zu sechs Monaten Gefängnis verurteilt. Nach Verbüßung der Strafe versuchte ihre Familie vergeblich, sie von einer weiteren Tätigkeit im Untergrund abzuhalten.
Kurz darauf wurde sie erneut festgenommen, nachdem sie kommunistische Zellen in den umliegenden Städten und Dörfern gegründet hatte. In einem öffentlichen Schauprozess, den sie für eine politische Erklärung nutzte, wurde sie zu zwölf Jahren Haft verurteilt und ins Gefängnis von Fordon eingeliefert. Als jedoch 1939 mit dem deutschen Überfall auf Polen der Zweite Weltkrieg begann, flohen die Gefängniswärter, sodass Gola und ihre Mitgefangenen noch vor Ankunft der Deutschen entkommen konnten.
Bereits vor ihrer Inhaftierung war Gola eine Beziehung mit dem Kommunisten Alexander „Olek“ Hausman eingegangen. Nach ihrer Flucht aus dem Gefängnis suchte sie ihn trotz Krieg und Reiseverbot für jüdische Menschen und fand ihn schließlich in Bialystok. Gemeinsam flohen sie ins sowjetisch kontrollierte Lwiw, wo sie heirateten. In Lwiw wurde Mire Gole-Hausman von den Sowjets zur Volkskommissarin und zum Mitglied des Stadtrats ernannt.
 

Als 1941 deutsche Truppen das sowjetisch besetzte Ostpolen einnahmen, meldete Olek sich zur Roten Armee. Danach hörte sie nichts mehr von ihm. Mira Gola blieb allein und hochschwanger zurück und brachte ihr Kind ohne Hilfe in einem Keller zur Welt. Es gelang ihr, mit jüdischen Verwandten im Krakauer Ghetto Kontakt aufzunehmen. Diese schickten einen polnischen Freund los, um sie nach Krakau zu bringen, doch ihr Baby überlebte die Strapazen der Reise nicht.

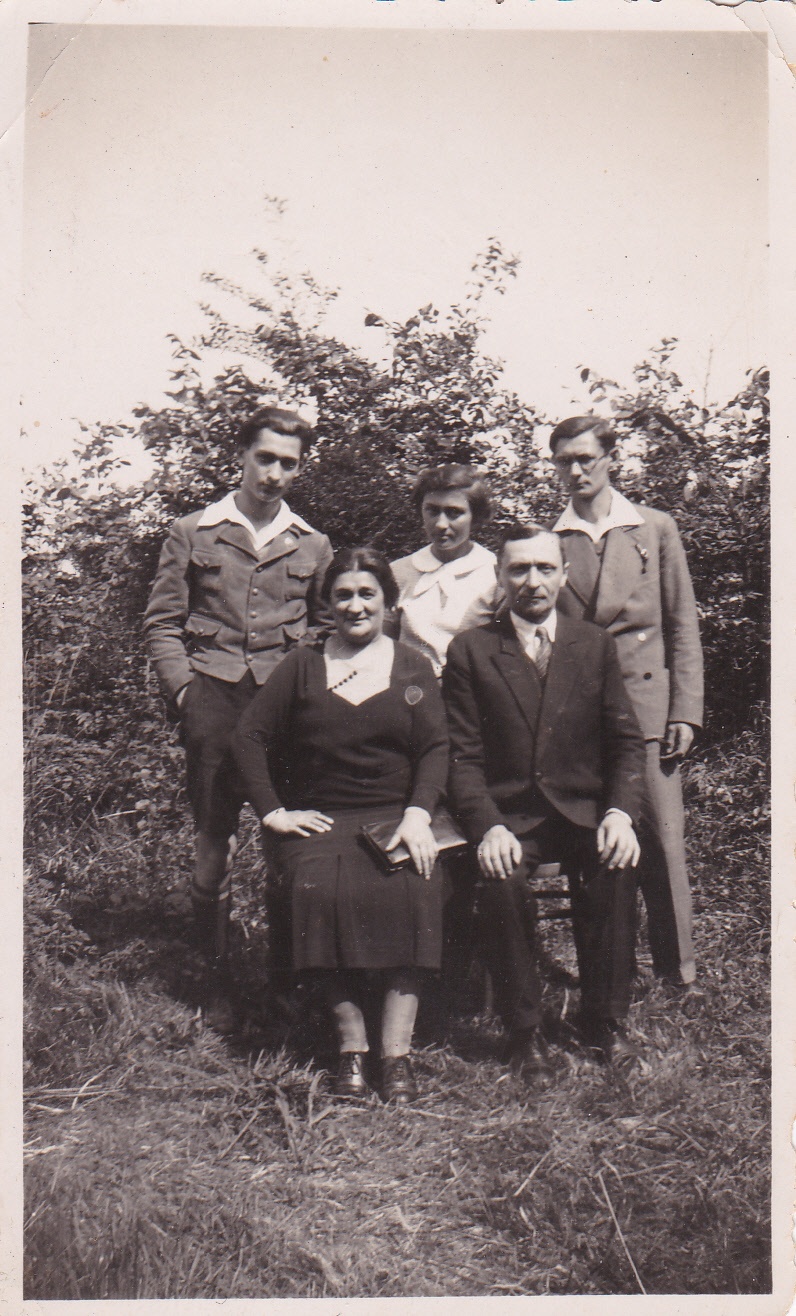
Mire Gola (3. v.l.) und ihre Familie

### Jüdische Widerstandsbewegung
Im Ghetto Krakau leisteten Mire und ihre Cousine Rivka Spiner-Liebeskind Zwangsarbeit in einer deutschen Fabrik, die Waren und Vorräte für die NS-Armee herstellte. Dabei sabotierten sie die Produktion von Konserven, stellten diese Aktionen jedoch ein, als das Risiko zu groß wurde.
Gola verließ das Ghetto im Januar 1942 mit falschen Papieren und ging erneut in den Untergrund. Sie versuchte wieder Kontakt zur Kommunistischen Partei aufzunehmen, die sich inzwischen in Polnische Arbeiterpartei (PPR) umbenannt hatte. Eindringlich beschwor sie ihre Genossen, den Juden in Polen zu helfen, da die Nationalsozialisten deren vollständige Vernichtung planten. Die PPR verhielt sich jedoch weiterhin eher untätig gegenüber dem Schicksal der jüdischen Bevölkerung.
Auf der Suche nach Unterstützung knüpfte Gola daraufhin Kontakte zu führenden Mitgliedern linker zionistischer Jugendorganisationen wie Bnei Akiva und Habonim Dror, die im Untergrund aktiv waren. Dazu gehörten auch der Ehemann ihrer Cousine Rivka, „Dolek“ Liebeskind, Gusta Dawidson Draenger und ihr Ehemann Shimshon, Adolf Avraham Leibovich sowie Zvi (Heshek) Bauminger.
Die Gruppe organisierte Verstecke für jüdische Widerstandskämpfer und beschaffte Führer, die Flüchtlinge und Kampfwillige in die Walder brachten. 1942 schloss sie sich dem Krakauer Zweig der Jüdischen Kampforganisation (ŻOB) an und ging zu bewaffneten Aktionen über. Gola und ihre Mitkämpfenden verübten gezielte Anschläge auf Einrichtungen der deutschen Besatzer, darunter das Café Cyganeria, in dem vor allem Offiziere der SS und der Wehrmacht verkehrten. Bei dem Anschlag kamen mehr als zehn deutsche Soldaten ums Leben, aber es starben auch über zwanzig Mitglieder des Widerstands.

### Dritte Inhaftierung und Tod
Im März 1943 wurde Gola verhaftet und in den Frauentrakt des Gefängnisses von Montelupich in Krakau eingeliefert. Sie wurde schwer gefoltert und in Einzelhaft gehalten, gab jedoch keine Informationen an die Gestapo weiter. In der Todeszelle kam sie mit anderen inhaftierten Widerstandskämpferinnen wie Gusta Dawidson Draenger in Kontakt. Als die Gefangenen erfuhren, dass sie in das KZ Plaszow überstellt und dort auf dem sogenannten ‚Todeshügel‘ exekutiert werden sollten, verabredeten sie einen Fluchtversuch. Auf dem Weg zu den wartenden Lastwagen rannten sie nach einem vereinbarten Signal in verschiedene Richtungen davon. Die meisten Frauen, darunter auch Mire Gola, wurden bei dem Fluchtversuch von den Wachen getötet; lediglich Gusta Draenger und Genia Meltzer-Scheinberg konnten entkommen.

## Poesie
Mire Gola verfasste häufig Gedichte auf Jiddisch und Hebräisch, in denen sie ihren Mann, ihr verstorbenes Kind, den Kommunismus und den Widerstand thematisierte.

## Gedenken
In Anerkennung ihres mutigen und ausdauernden Widerstands verlieh die polnische Regierung Mire Gola 1946 postum den militärischen Orden Virtuti Militari.